# Mangua forsteri
Mangua forsteri is een spinnensoort in de taxonomische indeling van de Synotaxidae.
Het dier behoort tot het geslacht Mangua. De wetenschappelijke naam van de soort werd voor het eerst geldig gepubliceerd in 1983 door P. M. Brignoli.